# Райони Перу
Райони Перу (ісп. Distritos del Perú) — адміністративні одиниці третього рівня в системі територіального поділу Перу, після регіонів і провінцій. 
Станом на 2024 рік у Перу існує 1874 райони (ісп. distritos), які підпорядковані 196 провінціям у складі 25 регіонів і конституційної провінції Кальяо.

## Адміністративний устрій
Кожна провінція поділяється на райони, кількість яких варіюється залежно від площі, густоти населення та соціально-економічних умов. Наприклад, провінція Ліма має 43 райони, тоді як деякі провінції в джунглях мають лише по одному району.
Кожен район має власну місцеву адміністрацію — муніципалітет (ісп. municipalidad distrital), який очолює алькальд (мер) та рада. Райони відіграють ключову роль у наданні базових послуг та реалізації політики розвитку на місцевому рівні.

## Приклади районів
- Мірафлорес — один з районів столичної провінції Ліма.
- Сан-Ісідро — діловий центр міста Ліма.
- Пуно — адміністративний центр однойменної провінції в регіоні Пуно.

## UBIGEO
Для ідентифікації районів використовується код UBIGEO — шестизначний числовий код, присвоєний ІНЕІ Перу:
- перші 2 цифри — код регіону,
- наступні 2 — код провінції,
- останні 2 — код району.

Наприклад, UBIGEO «150122» означає: регіон Ліма (15), провінція Ліма (01), район Ла-Моліна (22).